# Шубин, Александр Владленович
Алекса́ндр Владле́нович Шу́бин (род. 18 июля 1965, Москва) — российский историк и общественный деятель левого направления. Доктор исторических наук (2000), главный научный сотрудник Института всеобщей истории РАН, где трудится с 1992 года, в 2007—2015 гг. руководитель Центра истории России, Украины и Белоруссии в этом институте. Профессор Государственного академического университета гуманитарных наук (с 2003) и Российского государственного гуманитарного университета (с 2007).

## Биография
Окончил Московский государственный педагогический институт имени В. И. Ленина (1989), где учился с 1982 года. В 1984—1985 годах проходил срочную службу в ВВС (в то время во многих вузах отсрочка студентам не предоставлялась).
В 1989—1992 годах аспирант Института Всеобщей истории АН СССР (затем РАН). Окончив аспирантуру, остался в институте, работая последовательно младшим научным сотрудником, научным сотрудником, старшим научным сотрудником, ведущим научным сотрудником. В 2001—2015 годах руководитель центра в Институте Всеобщей истории. С 2015 года главный научный сотрудник.
В 1993 году под научным руководством доктора исторических наук, профессора Я. С. Драбкина, защитил диссертацию на соискание учёной степени кандидата исторических наук по теме «Проблема социальной революции в идеологии российской анархистской эмиграции 20-30-х гг. (по материалам эмигрантской периодики)» (специальность — 07.00.03 «всеобщая история»). Официальные оппоненты — доктор исторических наук, профессор Н. М. Пирумова и доктор исторических наук, профессор С. П. Пожарская. Ведущая организация — Российский университет дружбы народов.
В 2000 году защитил диссертацию на соискание учёной степени доктора исторических наук по теме «Анархистский социальный эксперимент. Украина и Испания (1917—1939 гг.)» (специальность — 07.00.03 «всеобщая история»).
Ответственный секретарь журнала Ассоциации историков стран СНГ «Историческое пространство». 
С 2001 года — член российско-украинской комиссии историков, с 2011 — российско-латвийской комиссии историков. С 2008 года был редактором сайта «Советские исследования».
Женат на Наталье Антанасовне Герулайтис.

## Общественно-политическая деятельность

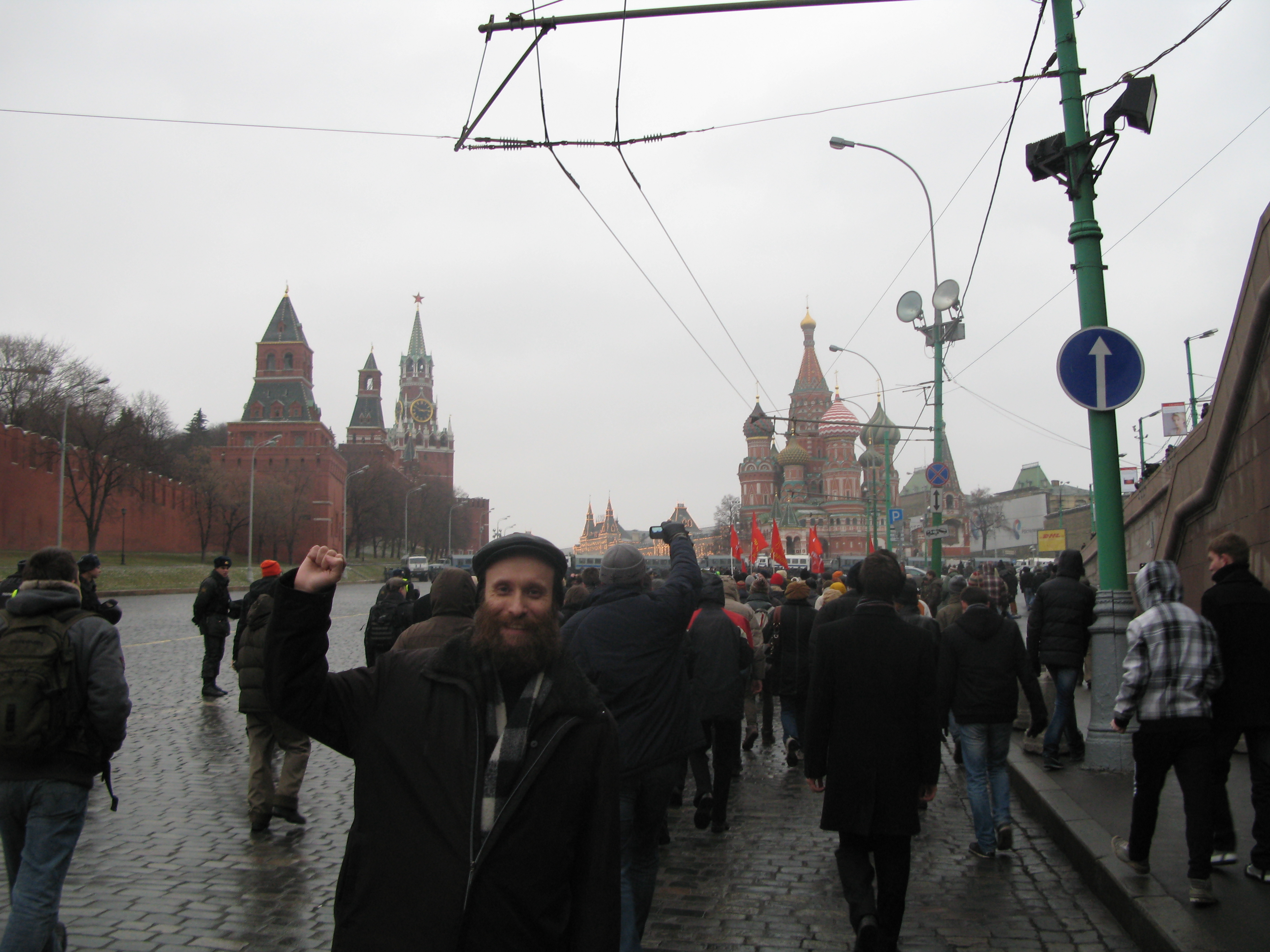
А. Шубин на демонстрации левых 10 декабря 2011 г. около Кремля

Как отмечала Нелли Комолова, Шубин «весьма склонен к либертатным позициям».

### 1980-е годы
С 1985 года, после возвращения из армии, стал участвовать в социалистическом движении. Сотрудничал с Оргкомитетом Всесоюзной революционной марксистской партии, в 1986 году один из создателей неформального неонароднического кружка, один из авторов идеологии, позднее известной как «общинный социализм».
8 мая 1987 года стал одним из основателей историко-политического клуба «Община». В ноябре 1987 года выступал против поддержки Ельцина неформальными группами в его конфликте с ЦК КПСС. С марта 1988 года член редакции и один из ведущих авторов журнала «Община», ставшего на тот момент крупнейшим неформальным социалистическим изданием страны.
В январе-августе 1988 года — член координационного совета Федерации социалистических общественных клубов (ФСОК). Один из организаторов первых крупных демократических митингов на Пушкинской площади весной-летом 1988 года. Задерживался милицией. Летом 1988 года участвовал в организации Московского народного фронта (МНФ).
В 1989—1999 — член Конфедерации анархо-синдикалистов. В 1991 г. — член её федерального совета.
В 1987—1991 годах участвовал в работе по организационной поддержке рабочего движения. Один из создателей социологической группы «Самоуправление», пытавшейся внедрять самоуправление на производстве в 1987—1988 годах. Входил в Московский рабочий клуб, позднее в 1990—1991 годах — в Совет представителей Конфедерации труда.
На многотысячном митинге в Лужниках в мае 1989 года выступил с инициативой созыва круглого стола политических сил. Участвовал в консультациях политических группировок Москвы, на базе которых затем сформировался комитет «Выборы—90».
В 1989—1994 годах — член «Московской трибуны». С осени 1989 года участвовал в Движении за создание Партии Зелёных.

### 1990-е годы
Участвовал в строительстве баррикад вокруг Белого дома в августе 1991 года. В 1992—1999 годах выступал с резкой критикой режима Б. Ельцина. В 1993 году выступал в защиту Белого дома по «Радио-парламент».
В марте 1990 г. — сопредседатель Партии Зеленых, в 1991—1999 гг. — сопредседатель Российской партии Зеленых.
С августа 1992 года член Социально-экологического союза (СоЭС). В 1992—1994 годах — член совета СоЭС и совета Российского СоЭС. Представлял СоЭС на Конституционном совещании в июне 1993 года. Провёл в проект Конституции ряд положений, касающихся экологических прав граждан и защиты природы. Выступал также за ограничение президентской власти, равенство прав субъектов федерации, отмену смертной казни.
В 1991—1997 годах обозреватель профсоюзной газеты «Солидарность». В 1994 году был редактором отдела политики газеты.
В мае 1997 — июле 1998 гг. — советник первого заместителя председателя правительства РФ Бориса Немцова.

### 2000-е годы

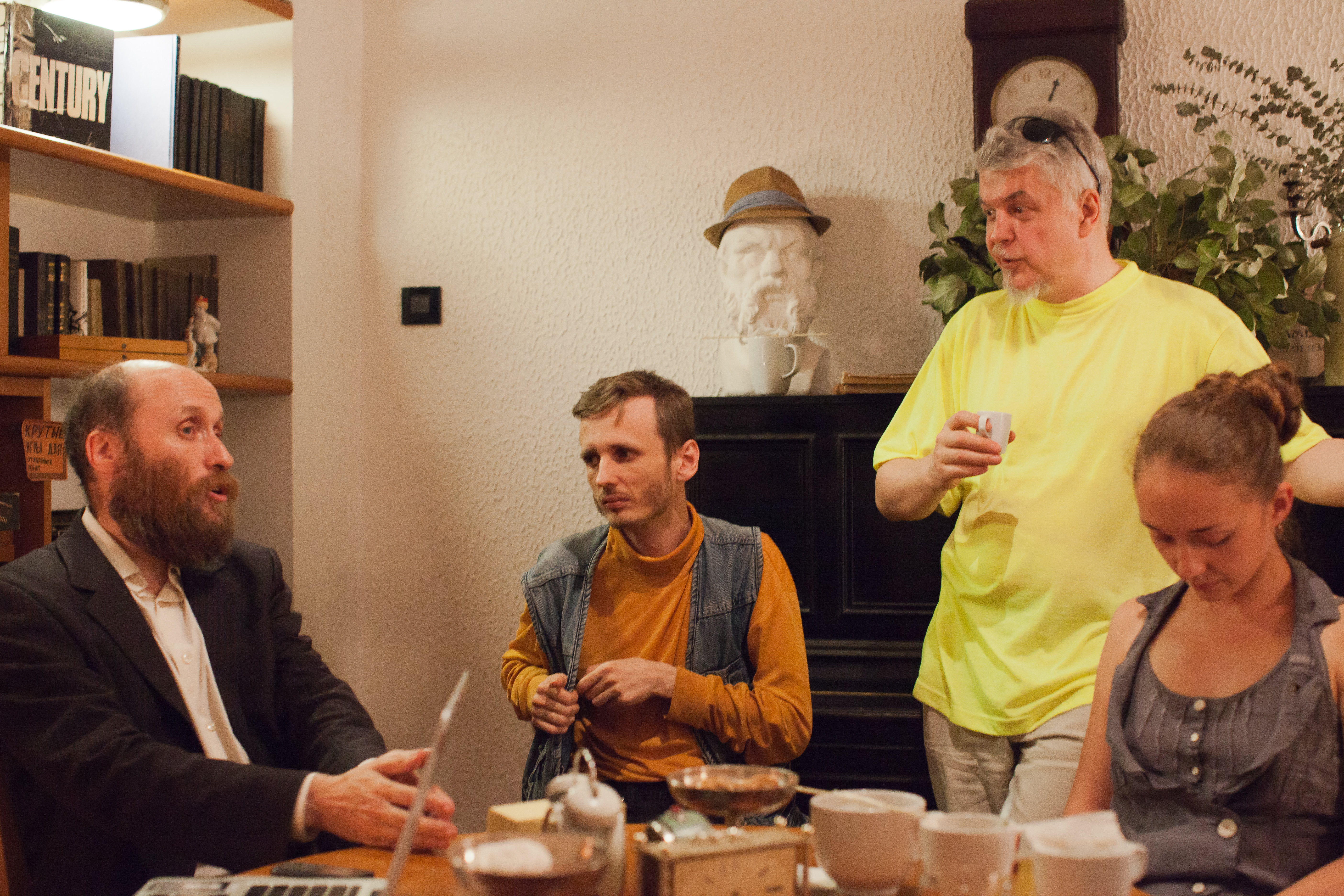
Александр Шубин (слева) на встрече Пиратской партии России, июль 2013

В 2005 году избран членом Федерального политического совета Союза зелёных России. На Российском социальном форуме 2005 года провозгласил необходимость советского возрождения — возрождения советов на основе протестных групп.
В 1993—2004 годах участвовал в создании и развитии общины «Китеж».
С 2004 года — координатор сообщества «Информационал», с 2009 — член рабочей группы «Информационала», автор проекта «Манифеста Информалиата».
В 2008—2010 годах — член Московского совета, в 2009—2014 годах член Совета Левого фронта и участник Моссовета. В январе-сентябре 2013 гг. — член Исполкома ЛФ, в июне-сентябре — также координатор ЛФ. Ушел с этих постов на Совете ЛФ 14 сентября 2013 года в связи с загруженностью научной работой. Вышел из ЛФ 1 марта 2015 года.
В 2011—2012 годах — член Штаба федерального конвента Пиратской партии России, в 2012—2014 годах — член её Федерального конвента от Москвы.

## Труды

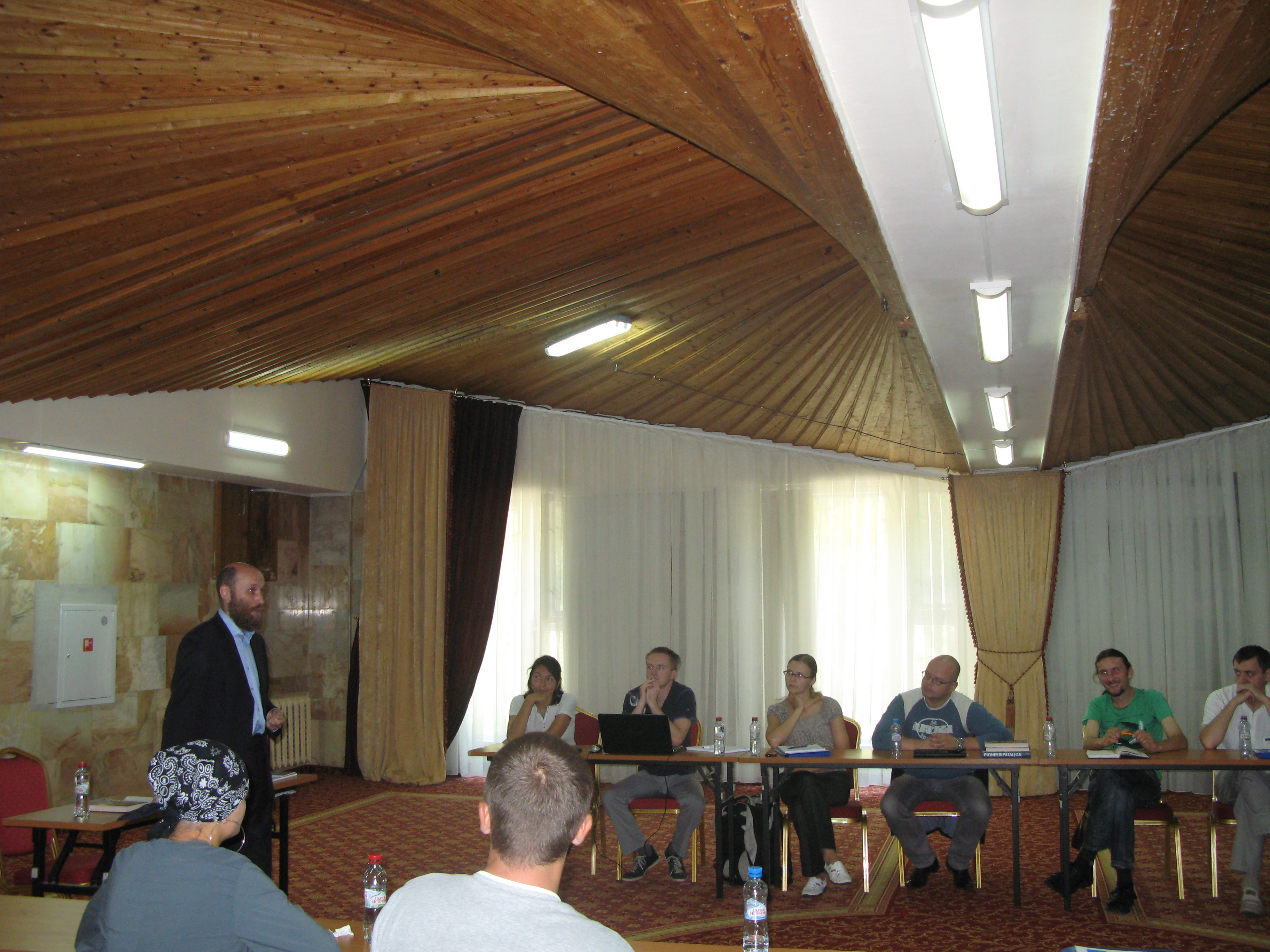
А. Шубин читает лекцию молодым историкам стран СНГ и Прибалтики (август 2013 г.)

Автор 27 книг (в том числе — учебника истории для IX класса и фантастического романа «Ведьмино кольцо. Советский Союз XXI века»), более ста научных и сотен публицистических и энциклопедических статей. Работы А. В. Шубина посвящены проблемам истории и теории социализма, общим закономерностям исторического развития, истории советского общества, истории международных отношений, истории советских общественных течений и движений.
Один из авторов «Большой Российской энциклопедии», «Энциклопедии для детей», энциклопедии «Кругосвет», «Россия: иллюстрированная энциклопедия», а также один из авторов и научный редактор «Иллюстрированной энциклопедии „Руссика“». Автор 25 монографий, 7 учебников и пособий, более 200 научных работ и сотен энциклопедических и публицистических статей по различным проблемам современности.

### Книги
- Гармония истории. М., 1992.
- Ритмы истории (Периодическая теория общественного развития) М., 1996.
- Анархистский социальный эксперимент. Украина и Испания. 1917—1939 гг. М., 1998
- Вожди и заговорщики. Политическая борьба в СССР в 20-30-е гг. М., 2004.
- Мир на краю бездны. От глобальной депрессии к мировой войне. 1929—1941 гг. М., 2004.
- Анархия — мать порядка. Нестор Махно как зеркало Российской революции. М., 2005.
- Парадоксы Перестройки. Упущенный шанс СССР. М., 2005.
- «Ведьмино кольцо. Советский Союз XXI века». М., 2006.
- 10 мифов советской страны. М., 2006.
- Преданная демократия. Неформалы и Перестройка (1986—1989). М., 2006.
- Социализм: «золотой век» теории. М., 2007.
- Золотая осень, или период застоя. СССР в 1975—1985 гг. М., 2007.
- Диссиденты, неформалы и свобода в СССР. — М.: Вече, 2008. — 382 с. — ISBN 5953332858, 9785953332859.
- Великая депрессия и будущее России. М., 2009.
- 1937. АнтиТеррор Сталина. М., 2010.
- Великая испанская революция. М.: URSS, 2011.
- Махно и его время. М.: URSS, 2013.
- История Новороссии. — М.: Олма медиа групп, 2014. — 480 с. — (Российская военно-историческая библиотека). — 5000 экз. — ISBN 978-5-373-07364-6.
- Великая российская революция: от Февраля к Октябрю 1917 года. — М.: Родина-медиа, 2014.
- Старт Страны Советов. Революция. Октябрь 1917 — март 1918. — СПб.: Питер, 2017. — ISBN 978-5-496-02966-7.
- Революционный 1917 год. От Февраля к Октябрю. — М.: Академический проект, 2018. — 332 с. — ISBN 978-5-8291-2153-2.
- 1918 год. Революция кровью омытая. — М.: Академический проект, 2019. — 583 с. — ISBN 978-5-8291-2317-8.
- Вячеслав Молотов. От революции до Перестройки. — М.: РОССПЭН, 2024. — 960 с. — ISBN 978-5-8243-2550-8.

#### Серия «Мир между войнами. Версальская система (1919-1940)»
- Великая испанская революция 1931-1939 гг. — М.: Академический проект, 2019. — 594 с. — ISBN 978-5-919840-36-7.
- Мировая революционная волна (1918-1923). Прилив. — М.: Академический проект; фонд «Мир», 2020. — 773 с. — ISBN 978-5-8291-3840-0.
- Мировая революционная волна (1918-1923). Прилив. 2-е изд., доп. — М.: Академический проект, 2024. — 773 с. — ISBN 978-5-8291-4240-6.
- Великая испанская революция 1931-1939 гг. 2-е изд., доп. — М.: Академический проект, 2025. — 599 с. — ISBN 978-5-8291-4376-3.
- Мировая революционная волна (1918-1923). Отлив. — М.: Академический проект, 2025. — 509 с. — ISBN 978-5-8291-4355-8.

### Статьи
- Шубин А. В. Карл Маркс: взгляд историка из XXI века // Историческая экспертиза. 2018, № 3(16). С. 157—177.

### Энциклопедии
Один из авторов «Большой Российской энциклопедии», «Российской исторической энциклопедии», «Энциклопедии для детей», энциклопедии «Кругосвет», «Россия: иллюстрированная энциклопедия», а также один из авторов и научный редактор «Иллюстрированной энциклопедии „Руссика“»
Большая Российская энциклопедия
- Анархо-синдикализм : [арх. 21 октября 2022] / Шубин А. В. // А — Анкетирование. — М. : Большая российская энциклопедия, 2005. — С. 671. — (Большая российская энциклопедия : [в 35 т.] / гл. ред. Ю. С. Осипов ; 2004—2017, т. 1). — ISBN 5-85270-329-X.
- Рабочее движение : [арх. 21 октября 2022] / Шубин А. В. // Пустырник — Румчерод. — М. : Большая российская энциклопедия, 2015. — С. 104—107. — (Большая российская энциклопедия : [в 35 т.] / гл. ред. Ю. С. Осипов ; 2004—2017, т. 28). — ISBN 978-5-85270-365-1.

Энциклопедия для детей
- Шубин А. В. Политическая система современной России // Энциклопедия для детей. Т. 21. Ч. 1. Общество: экономика и политика. М.: «Аванта+», 2002.

Кругосвет
- Шубин А. В. Австралия // Кругосвет
- Шубин А. В. Холодная война // Кругосвет